# Selección femenina de fútbol de Guatemala
La selección femenina de fútbol de Guatemala es el equipo representativo del país en las competiciones oficiales de fútbol femenino. Su organización está a cargo de la Federación Nacional de Fútbol de Guatemala, la cual es miembro de la Concacaf.
Este sábado 9 de agosto inicia el Torneo Apertura 2025 de la Liga Nacional de Fútbol Femenino de Guatemala.
La Selección Femenina de Guatemala ya conoce su camino rumbo a la Copa del Mundo 2027 y a los Juegos Olímpicos de Los Ángeles 2028.

## Estadísticas

### Copa Mundial Femenina de Fútbol
| Edición | Resultado               | Posición                | PJ                      | PG                      | PE                      | PP                      | GF                      | GC                      |
| ------- | ----------------------- | ----------------------- | ----------------------- | ----------------------- | ----------------------- | ----------------------- | ----------------------- | ----------------------- |
| 1991    | No existía la selección | No existía la selección | No existía la selección | No existía la selección | No existía la selección | No existía la selección | No existía la selección | No existía la selección |
| 1995    | No existía la selección | No existía la selección | No existía la selección | No existía la selección | No existía la selección | No existía la selección | No existía la selección | No existía la selección |
| 1999    | No clasificó            | No clasificó            | No clasificó            | No clasificó            | No clasificó            | No clasificó            | No clasificó            | No clasificó            |
| 2003    | No clasificó            | No clasificó            | No clasificó            | No clasificó            | No clasificó            | No clasificó            | No clasificó            | No clasificó            |
| 2007    | No clasificó            | No clasificó            | No clasificó            | No clasificó            | No clasificó            | No clasificó            | No clasificó            | No clasificó            |
| 2011    | No clasificó            | No clasificó            | No clasificó            | No clasificó            | No clasificó            | No clasificó            | No clasificó            | No clasificó            |
| 2015    | No clasificó            | No clasificó            | No clasificó            | No clasificó            | No clasificó            | No clasificó            | No clasificó            | No clasificó            |
| 2019    | No clasificó            | No clasificó            | No clasificó            | No clasificó            | No clasificó            | No clasificó            | No clasificó            | No clasificó            |
| 2023    | No clasificó            | No clasificó            | No clasificó            | No clasificó            | No clasificó            | No clasificó            | No clasificó            | No clasificó            |
| 2027    | Por disputarse          | Por disputarse          | Por disputarse          | Por disputarse          | Por disputarse          | Por disputarse          | Por disputarse          | Por disputarse          |
| Total   | 0/9                     | -                       | -                       | -                       | -                       | -                       | -                       | -                       |

### Campeonato Femenino de la Concacaf
| Edición | Resultado               | Posición                | PJ                      | PG                      | PE                      | PP                      | GF                      | GC                      |
| ------- | ----------------------- | ----------------------- | ----------------------- | ----------------------- | ----------------------- | ----------------------- | ----------------------- | ----------------------- |
| 1991    | No existía la selección | No existía la selección | No existía la selección | No existía la selección | No existía la selección | No existía la selección | No existía la selección | No existía la selección |
| 1993    | No existía la selección | No existía la selección | No existía la selección | No existía la selección | No existía la selección | No existía la selección | No existía la selección | No existía la selección |
| 1994    | No existía la selección | No existía la selección | No existía la selección | No existía la selección | No existía la selección | No existía la selección | No existía la selección | No existía la selección |
| 1998    | Cuarto lugar            | 4.º                     | 5                       | 2                       | 0                       | 3                       | 10                      | 16                      |
| 2000    | Fase de grupos          | 8.º                     | 3                       | 0                       | 0                       | 3                       | 0                       | 33                      |
| 2002    | No clasificó            | No clasificó            | No clasificó            | No clasificó            | No clasificó            | No clasificó            | No clasificó            | No clasificó            |
| 2006    | No clasificó            | No clasificó            | No clasificó            | No clasificó            | No clasificó            | No clasificó            | No clasificó            | No clasificó            |
| 2010    | Fase de grupos          | 7.º                     | 3                       | 0                       | 0                       | 3                       | 0                       | 11                      |
| 2014    | Fase de grupos          | 7.º                     | 3                       | 0                       | 0                       | 3                       | 1                       | 8                       |
| 2018    | No clasificó            | No clasificó            | No clasificó            | No clasificó            | No clasificó            | No clasificó            | No clasificó            | No clasificó            |
| 2022    | No clasificó            | No clasificó            | No clasificó            | No clasificó            | No clasificó            | No clasificó            | No clasificó            | No clasificó            |
| Total   | 4/11                    | 9.º                     | 14                      | 2                       | 0                       | 12                      | 11                      | 68                      |

### Copa Oro Femenina de la Concacaf
| Edición | Resultado    | Posición     | PJ           | PG           | PE           | PP           | GF           | GC           |
| ------- | ------------ | ------------ | ------------ | ------------ | ------------ | ------------ | ------------ | ------------ |
| 2024    | No clasificó | No clasificó | No clasificó | No clasificó | No clasificó | No clasificó | No clasificó | No clasificó |
| Total   | 0/1          | -            | -            | -            | -            | -            | -            | -            |

## Últimos y próximos encuentros
Actualizado al último partido jugado el 28 de noviembre de 2024
| Fecha      | Ciudad              | Local     | Resultado | Visitante   | Competición                  |
| ---------- | ------------------- | --------- | --------- | ----------- | ---------------------------- |
| 18-08-2023 | Ciudad de Guatemala | Guatemala | 2:1       | Honduras    | Partido amistoso             |
| 20-09-2023 | Antigua             | Guatemala | 0:3       | Panamá      | Clas. Copa Oro Femenina 2024 |
| 24-09-2023 | Penonomé            | Panamá    | 2:3       | Guatemala   | Clas. Copa Oro Femenina 2024 |
| 29-10-2023 | Kingston            | Jamaica   | 2:2       | Guatemala   | Clas. Copa Oro Femenina 2024 |
| 03-12-2023 | Ciudad de Guatemala | Guatemala | 1:1       | Jamaica     | Clas. Copa Oro Femenina 2024 |
| 17-02-2024 | Carson              | Guatemala | 1:3       | El Salvador | Clas. Copa Oro Femenina 2024 |
| 09-04-2024 | Paterson            | Guatemala | 0:3       | Colombia    | Partido amistoso             |
| 29-05-2024 | Ciudad de Guatemala | Guatemala | 4:3       | Chile       | Partido amistoso             |
| 01-06-2024 | Ciudad de Guatemala | Guatemala | 1:6       | Chile       | Partido amistoso             |
| 24-10-2024 | Comayagua           | Honduras  | 1:1       | Guatemala   | Partido amistoso             |
| 27-10-2024 | Siguatepeque        | Honduras  | 1:3       | Guatemala   | Partido amistoso             |
| 25-11-2024 | Ciudad de Guatemala | Guatemala | 1:0       | Honduras    | Partido amistoso             |
| 28-11-2024 | Ciudad de Guatemala | Guatemala | 1:3       | Honduras    | Partido amistoso             |
| 28-05-2025 | Ciudad de Guatemala | Guatemala | -:-       | Puerto Rico | Partido amistoso             |

## Evolución del uniforme
| Titular | Alternativo |
|         |             |

| Titular | Alternativo |
|         |             |

| Titular | Alternativo |
|         |             |

| Titular | Alternativo |
|         |             |

## Jugadoras

### Plantilla Actual
Actualizado a abril de 2022, nómina para la clasificatoria al Campeonato Femenino de la Concacaf de 2022.
| No. | Pos. | Jugador            | Fecha de nacimiento (edad)         | Apa. | Goles | Club              |
| --- | ---- | ------------------ | ---------------------------------- | ---- | ----- | ----------------- |
| 1   | POR  | Alexia Estrada     |                                    | 2    | 0     | City College      |
| 12  | POR  | Fabiola Montenegro | 30 de junio de 2003 (22 años)      | 2    | 0     | Asociación Pares  |
|     |      |                    |                                    |      |       |                   |
| 2   | DEF  | Jemery Solares     | 2 de marzo de 2004 (21 años)       | 2    | 0     | MuniGuate         |
| 3   | DEF  | Paola Solares      | 16 de febrero de 1998 (27 años)    | 4    | 0     | Concepción        |
| 4   | DEF  | Jezmin Castellanos | 7 de noviembre de 2002 (22 años)   | 5    | 0     | Unifut Rosal      |
| 5   | DEF  | Nylea Priego       | 9 de mayo de 2003 (22 años)        | 2    | 0     | Asociación Pares  |
| 6   | DEF  | Gloria Aguilar     | 12 de marzo de 1990 (35 años)      | 11   | 3     | Unifut Rosal      |
| 18  | DEF  | Kellin Mayen       | 26 de julio de 1999 (26 años)      | 9    | 2     | Unifut Rosal      |
| 23  | DEF  | Lesly Ventura      | 22 de mayo de 2003 (22 años)       | 5    | 0     | Cobaneras         |
|     |      |                    |                                    |      |       |                   |
| 7   | MED  | Leslie Ramírez     | 11 de enero de 1996 (29 años)      | 2    | 2     | Guadalajara       |
| 8   | MED  | María Monterroso   | 30 de noviembre de 1993 (31 años)  | 27   | 14    | Badajoz           |
| 10  | MED  | Vivian Herrera     | 6 de mayo de 1996 (29 años)        | 8    | 1     | Unifut Rosal      |
| 16  | MED  | Elisa Texaj        | 5 de febrero de 2003 (22 años)     | 6    | 1     | Unifut Rosal      |
| 17  | MED  | María Contreras    | 11 de agosto de 1998 (26 años)     | 2    | 1     | Haukar            |
| 20  | MED  | María Recinos      | 12 de enero de 2000 (25 años)      | 6    | 0     | Desconocido       |
| 22  | MED  | Breverly Reyes     | 3 de enero de 2001 (24 años)       | 4    | 0     | Deportivo Xela    |
|     |      |                    |                                    |      |       |                   |
| 9   | DEL  | Andrea Álvarez     | 13 de enero de 2003 (22 años)      | 6    | 6     | Eibar             |
| 11  | DEL  | Brithney Gutiérrez | 21 de mayo de 1993 (32 años)       | 3    | 0     | Unifut Rosal      |
| 13  | DEL  | Aisha Solórzano    | 13 de abril de 1998 (27 años)      | 9    | 2     | Southeastern Fire |
| 14  | DEL  | Madelyn Ventura    | 13 de febrero de 1997 (28 años)    | 1    | 0     | Desconocido       |
| 15  | DEL  | María Recinos      | 12 de enero de 2000 (25 años)      | 1    | 0     | Unifut Rosal      |
| 19  | DEL  | Celsa Cruz         | 12 de septiembre de 2003 (21 años) | 3    | 1     | Asofutbol Izabal  |

## Entrenadores
| Nacionalidad - Entrenador | Periodo     |
| ------------------------- | ----------- |
| Edy Espinoza              | ¿? - 2022   |
| Karla Aleman              | 2023 - 2025 |